# 李思穆
李思穆（？—？），字叔仁，陇西郡狄道县（今甘肃省定西市临洮县）人，刘宋晋寿、安陆、东莱三郡太守李抗的儿子，北魏官员。

## 生平
李思穆的父亲李抗从凉州横渡到江东，因此在南方做官。李思穆有才度和器量，善于谈论，擅长草书和隶书，为当时所称道。太和十七年（493年），李思穆携带家属从汉中郡归附北魏，出任步兵校尉，因为给母亲守丧而解除官职，服丧结束后担任都水使者。魏孝文帝元宏南征时，李思穆以都水使者的官职兼任直閤将军，跟从平定南阳，因为功劳被赐予乐平子的爵位，不久出任司徒司马。魏宣武帝元恪即位后，李思穆晋升为乐平伯。彭城王元勰任定州刺史时，召请李思穆担任司马，兼任钜鹿郡太守。元勰转至扬州镇守时，仍请李思穆担任司马。州府解散后，李思穆出任征虏将军、太中大夫，外任京兆郡内史，在郡任官八年，很有政绩，被征召入朝担任光禄大夫。魏孝明帝元诩初年，李思穆出任平北将军、中山郡太守，还未上任，又升任为安北将军、营州刺史，在任内去世，虚岁六十一，朝廷赠予安西将军、华州刺史。永安年间，李思穆的儿子李奖为魏孝庄帝元子攸所亲近优待，重新越级赠予李思穆卫将军、中书监、左光禄大夫，谥号宣惠。

## 家族

### 祖父
- 李翻，西凉骁骑将军、祁连郡酒泉郡晋昌郡三郡太守

### 父亲
- 李抗，刘宋晋寿郡、安陆郡、东莱郡三郡太守

### 儿子
李思穆有十四个儿子，可考者两人
- 李斌，嫡子，北魏散骑侍郎、乐平伯
- 李奖，李斌之兄，北齐侍中、冀瀛沧三州大使、魏尹、广平侯